# Murray Finch-Hatton (12e comte de Winchilsea)
Murray Edward Gordon Finch-Hatton, 12e comte de Winchilsea et 7e comte de Nottingham (28 mars 1851 - 7 septembre 1898), appelé Murray Finch-Hatton jusqu'en 1887, est un agriculteur et homme politique conservateur britannique. Sa résidence de campagne est à Haverholme Priory, Lincolnshire.

## Jeunesse
Il est le deuxième fils de George Finch-Hatton, 10e comte de Winchilsea et 5e comte de Nottingham et fils aîné de sa troisième épouse Fanny Margaretta, fille d'Edward Royd Rice. Le dixième comte est célèbre pour son duel de 1829 avec le duc de Wellington.

## Carrière

### Politique
Il se présente sans succès Newark en 1880, mais entre au Parlement comme député du Lincolnshire Sud lors d'une élection partielle de 1884, siège qu'il occupe jusqu'à l'année suivante, lorsque la circonscription est abolie. Il représente ensuite Spalding de 1885 à 1887 lorsqu'il succède à son demi-frère dans les deux comtés et entre à la Chambre des lords. Sa succession conduit à un réseau de difficultés juridiques engageant à des moments différents, dit-on, pas moins de 22 cabinets d'avocats différents. En 1884, Finch-Hatton, avec 135 autres députés, vote qu'une clause de la loi sur la représentation du peuple de 1884 accordant le droit de vote aux femmes soit examinée une deuxième fois.

### Agriculteur

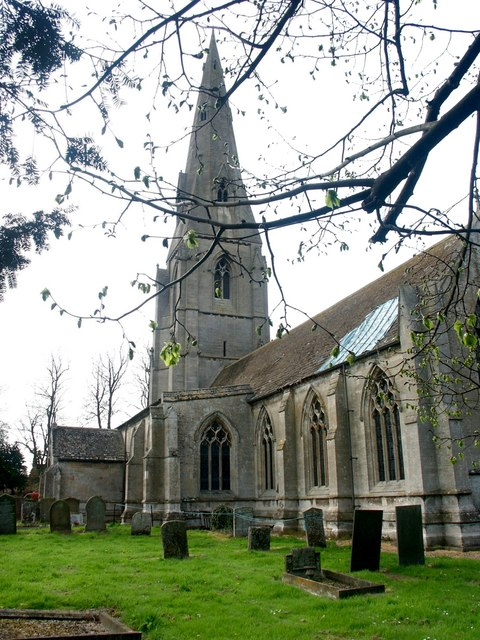
St Andrew, Ewerby

Il est particulièrement intéressé par les questions agricoles, où il cherche à améliorer les conditions des travailleurs agricoles.
Obligé par la dépression agricole de disposer de son siège familial à Eastwell Park, Kent, il devient le chef reconnu du mouvement qui suit le Congrès agricole de 1892 et conduit en 1894 à la formation de l'Union nationale agricole. Il vise une organisation approfondie des intérêts agricoles représentés à la fois par les propriétaires, les locataires et les ouvriers.
Au moment de sa mort en 1898, la plupart de ces objectifs ont été atteints, avec la réduction des frais ferroviaires en regroupant les expéditions. À cette fin, il crée au début de 1896 la British Produce Supply Association Limited, dotée d'un capital de 50 000 £, qui ouvre de vastes magasins pour la vente et la distribution de produits britanniques sous la marque Cable. Cable est le titre du journal hebdomadaire, l'organe officiel de l'Union nationale agricole. Des associations de comté d'agriculteurs sont formées pour un soutien mutuel et une combinaison.
Le National Farmers Union (à l'époque Lincolnshire Farmers Union) est formé dans son comté natal du Lincolnshire en 1904, six ans après sa mort.
Parmi les loisirs de plein air de Lord Winchilsea figurent la maçonnerie, le vitrage et le creusement de digues «dont on dit qu'il n'a été surpassé par aucun ouvrier du comté». À l'été 1895, il passe presque toutes ses vacances à réparer le toit de l'église d'Ewerby.
Il est également un grand passionné d'automobile et joue un rôle de premier plan lors de la toute première course de voitures de Londres à Brighton le 14 novembre 1896, déchirant symboliquement un drapeau rouge en deux pour lancer l'événement et présidant le dîner qui a lieu à Brighton à sa conclusion.

### Ordre de chevalerie des enfants
En 1893 avec sa femme, la comtesse, il fonde l'Ordre de Chevalerie des Enfants en mémoire de leur fils unique, George Edward Henry, vicomte Maidstone ("Maidy"), décédé l'année précédente à l'âge de neuf ans. Avant sa mort, l'enfant avait discuté avec son père de l'idée de créer l'Ordre.

## Vie privée
En 1875, il épouse Edith Harcourt, fille d'Edward Vernon Harcourt. Ensemble, ils ont deux enfants:
1. George Edward Henry Finch-Hatton, vicomte Maidstone, (1883-1892), décédé à l'âge de neuf ans
2. Muriel Finch-Hatton (en) (1876-1938), qui épouse Richard Paget (2e baronnet) (1869-1955). Leurs petits-fils sont Alexander Chancellor (en), le père du mannequin Cecilia Chancellor (en), et John Paget Chancellor, qui se marie à Mary Alice Jolliffe (fille de William Jolliffe (4e baron Hylton)), les parents de l'actrice Anna Chancellor.

La résidence de campagne de Finch-Hatton est à Haverholme Priory, Lincolnshire et il meurt en septembre 1898, à l'âge de 47 ans. Il est remplacé dans ses titres par son jeune frère, l'hon. Henry Finch-Hatton. La comtesse de Winchilsea et Nottingham est décédée en janvier 1944.